# We Up
We Up – singel amerykańskiego rapera 50 Centa, który początkowo promował album pt. Street King Immortal, jednak w późniejszym czasie został wycofany. Premiera utworu odbyła się 22 marca 2015 r. na portalu SoundCloud wytwórni Interscope Records, a do sprzedaży singel trafił trzy dni później. Produkcją zajął się Davaughn, członek wytwórni Roc Nation. Natomiast gościnnie udzielił się Kendrick Lamar. Utwór „We Up” w formacie radiowym został wydany 28 maja 2013 roku.
Do „We Up” powstały dwie wersje wideoklipów. W pierwszym obrazie wystąpili 50 Cent i Kidd Kidd, bez udziału Lamara, ale jego zwrotka została dodana do całości. Oficjalna wersja singla została wydana z udziałem Kendricka Lamara i obraz powstawał w Los Angeles. Premiera wideoklipu odbyła się 25 marca 2015 r. na kanale 50 Centa w serwisie Vevo. Teledyski wyreżyserował Eif Rivera.

## Lista utworów
Źródło.
1. "We Up" (gości. Kendrick Lamar) – 3:18

## Notowania
| Lista przebojów (2013)                    | Najwyższa pozycja |
| ----------------------------------------- | ----------------- |
| Belgia (Ultratop Flanders Urban)          | 32                |
| Kanada (Canadian Hot 100)                 | 85                |
| Francja (SNEP)                            | 135               |
| Korea Południowa (GAON)                   | 25                |
| Stany Zjednoczone (Hot R&B/Hip-Hop Songs) | 50                |